# Canton de Saint-Beauzély
Le canton de Saint-Beauzély est une ancienne division administrative française située dans le département de l'Aveyron et la région Midi-Pyrénées.

## Géographie
Ce canton était organisé autour de Saint-Beauzély dans l'arrondissement de Millau. Son altitude variait de 300 m (Viala-du-Tarn) à 1 102 m (Castelnau-Pégayrols) pour une altitude moyenne de 617 m.

## Histoire
- De 1833 à 1848, les cantons de Saint-Beauzély et de Salles-Curan avaient le même conseiller général. Le nombre de conseillers généraux était limité à 30 par département[1].

### Conseillers généraux de 1833 à 2015
| Période                                  | Période          | Identité                                                            | Étiquette                | Qualité                                                                                 |
| ---------------------------------------- | ---------------- | ------------------------------------------------------------------- | ------------------------ | --------------------------------------------------------------------------------------- |
| 1833                                     | 1836             | Lambert Augustin Pailhoriès                                         |                          | Avocat à Millau                                                                         |
| 1836                                     | 1841 (démission) | Louis Jaoul (1792-1882)                                             |                          | Juge de paix du canton de Salles-Curan                                                  |
| 1841                                     | 1848             | Maurice Vernhette                                                   | Droite monarchiste       | Avocat à Millau, ancien magistrat Maire de Saint-Beauzély Député (1848-1851)            |
| 1848                                     | 1852             | Pierre Jean François Fraysse                                        |                          | Juge de paix du canton de Saint-Beauzély                                                |
| 1852                                     | 1861             | Baron Marc Antoine Marie Fulcrand Eugène Charles de Gaujal          |                          | Avocat-général à la Cour Impériale de Paris                                             |
| 1861                                     | 1863 (décès)     | Clément Vernhet de Laumière,                                        |                          | Colonel du régiment d'artillerie à cheval de la Garde impériale                         |
| 1863                                     | 1867             | Louis Vernhette (fils de M.Vernhette)                               |                          | Banquier à Millau                                                                       |
| 1867                                     | 1874 (décès)     | Antoine Célié (1793-1874)                                           |                          | Propriétaire, juge de paix à Saint-Beauzély                                             |
| 1874                                     | 1880             | Vincent Rozier                                                      | Droite                   | Maire de Verrières                                                                      |
| 1880                                     | 1886             | Baron Fernand de Tholet de Gaujal (1852-1910), fils de Ch.de Gaujal | Républicain              | Propriétaire du château de Tholet à Gabriac                                             |
| 1886                                     | 1919             | Pierre Vézinhet                                                     | Rad.                     | Avocat à Millau puis Président du Tribunal civil de Gap (Hautes-Alpes)                  |
| 1919                                     | 1940             | Amédée-Léon Rayrolles                                               | Rad.ind.                 | Notaire - Maire de Montjaux (1895-1940), conseiller d'arrondissement                    |
|                                          |                  |                                                                     |                          |                                                                                         |
| 1943                                     | 1945             | Pierre Constantin-Toye (1907-1991)                                  |                          | Président de la délégation spéciale de Verrières Nommé conseiller départemental en 1943 |
|                                          |                  |                                                                     |                          |                                                                                         |
| 1945                                     | 1951             | Cyprien Trouche                                                     | SFIO                     | Docteur-vétérinaire à Millau                                                            |
| 1951                                     | 1970             | David Thomas (1897-1981)                                            | MRP                      | Maire de Viala-du-Tarn                                                                  |
| 1970                                     | 2001             | Armand Vernhettes                                                   | CD puis app. PS puis PRG | Agriculteur à La Roubière Maire de Montjaux (1995-2001)                                 |
| 2001                                     | 2015             | Jean-Claude Gineste                                                 | DVG                      | Éleveur Maire de Viala-du-Tarn (1989-2008)                                              |
| Les données manquantes sont à compléter. |                  |                                                                     |                          |                                                                                         |

### Résultats électoraux détaillés
- Élections cantonales de 2001 : Jean-Claude Gineste (Divers gauche) est élu au second tour avec 41,68 % des suffrages exprimés, devant René Mouysset (RPR) (30,11 %) et Armand Vernhettes (PCF) (28,21 %). Le taux de participation est de 79,33 % (1 554 votants sur 1 959 inscrits)[8].
- Élections cantonales de 2008 : Jean-Claude Gineste (Divers gauche) est élu au premier tour avec 69,63 % des suffrages exprimés, devant Guy Soulié (Divers droite) (30,37 %). Le taux de participation est de 87,38 % (1 675 votants sur 1 917 inscrits)[9].

### Conseillers d'arrondissement (de 1833 à 1940)
| Période                                  | Période | Identité                                                          | Étiquette | Qualité |
| ---------------------------------------- | ------- | ----------------------------------------------------------------- | --------- | --- |
| 1833                                     | 1848    | Pierre Vernhet (1784-1855)                                        |           | Maire de Saint-Beauzély (1830 à 1835)                                                                       |
| 1848                                     | 1852    | Pierre Jean Étienne Cadars (1782-1860)                            |           | Propriétaire foncier, maire de Montjaux (1848-1852)                                                         |
| 1852                                     | 1861    | Baron Philippe de Vigouroux d'Arvieu (1814-1872)                  |           | Propriétaire, maire de Viala-du-Tarn de 1847 à 1860                                                         |
| 1861                                     | 1867    | Léonce de Combettes des Landes (1830-1920)                        |           | Maire de Saint-Beauzély                                                                                     |
| 1867                                     | 1871    | Charles Bonneviale                                                |           | Maire de Saint-Beauzély de 1863 à 1870                                                                      |
| 1871                                     | 1895    | Amans Julien                                                      |           | Propriétaire à Olmens, maire de Viala-du-Tarn de 1871 à 1877                                                |
| 1895                                     | 1901    | Désiré Taillefer                                                  |           | Maire de Castelnau-Pégayrols de 1877 à 1908                                                                 |
| 1901                                     | 1919    | Amédée Léo Rayrolles                                              | Radical   | Notaire, maire de Montjaux de 1895 à 1903                                                                   |
| 1919                                     | 1931    | Régis de Combettes des Landes (1875-1938, fils de L.de Combettes) | Radical   | Maire de Saint-Beauzély de 1902 à 1925                                                                      |
| 1931                                     | 1940    | Joseph Gaven                                                      | PSF       | Propriétaire agriculteur exploitant, commerçant à Saint-Beauzély                                            |
| 1940                                     |         |                                                                   |           | Les conseils d'arrondissement ont été suspendus par la loi du 12 octobre 1940 et n'ont jamais été réactivés |
| Les données manquantes sont à compléter. |         |                                                                   |           | |

## Composition
Le canton de Saint-Beauzély, d'une superficie de 207 km2, était composé de cinq communes
.
| Nom                 | Code Insee | Intercommunalité                    | Superficie (km2) | Population (dernière pop. légale) | Densité (hab./km2) |
| ------------------- | ---------- | ----------------------------------- | ---------------- | --------------------------------- | ------------------ |
| Castelnau-Pégayrols | 12062      | CC de la Muse et des Raspes du Tarn | 53,01            | 343 (2014)                        | 6,5                |
| Montjaux            | 12153      | CC de la Muse et des Raspes du Tarn | 31,48            | 389 (2014)                        | 12                 |
| Saint-Beauzély      | 12213      | CC de la Muse et des Raspes du Tarn | 30,69            | 561 (2014)                        | 18                 |
| Verrières           | 12291      | CC de la Muse et des Raspes du Tarn | 53,01            | 441 (2014)                        | 8,3                |
| Viala-du-Tarn       | 12296      | CC de la Muse et des Raspes du Tarn | 38,56            | 449 (2014)                        | 12                 |

## Démographie

### Évolution démographique
| 1962  | 1968  | 1975  | 1982  | 1990  | 1999  | 2006  | 2011  | 2012  |
| ----- | ----- | ----- | ----- | ----- | ----- | ----- | ----- | ----- |
| 2 773 | 2 407 | 2 105 | 2 046 | 2 031 | 2 062 | 2 127 | 2 191 | 2 184 |

### Âge de la population
La pyramide des âges, à savoir la répartition par sexe et âge de la population, du canton de Saint-Beauzély en 2009 ainsi que, comparativement, celle du département de l'Aveyron la même année sont représentées avec les graphiques ci-dessous.
La population du canton comporte 51,9 % d'hommes et 48,1 % de femmes. Elle présente en 2009 une structure par grands groupes d'âge plus âgée que celle de la France métropolitaine. 
Il existe en effet 69 jeunes de moins de 20 ans pour cent personnes de plus de 60 ans, alors que pour la France l'indice de jeunesse, qui est égal à la division de la part des moins de 20 ans par la part des plus de 60 ans, est de 1,06. L'indice de jeunesse du canton est par contre supérieur à celui  du département (0,67) et inférieur à celui de la région (0,89).
| Hommes | Classe d’âge | Femmes |
| ------ | ------------ | ------ |
| 0,7    | 90 ans ou +  | 1,2    |
| 10,6   | 75 à 89 ans  | 15,0   |
| 14,6   | 60 à 74 ans  | 15,4   |
| 27,3   | 45 à 59 ans  | 23,8   |
| 18,3   | 30 à 44 ans  | 18,7   |
| 12,9   | 15 à 29 ans  | 10,7   |
| 15,6   | 0 à 14 ans   | 15,2   |

| Hommes | Classe d’âge | Femmes |
| ------ | ------------ | ------ |
| 0,6    | 90 ans ou +  | 1,7    |
| 10,2   | 75 à 89 ans  | 14,2   |
| 16,9   | 60 à 74 ans  | 17,5   |
| 21,6   | 45 à 59 ans  | 20,3   |
| 18,9   | 30 à 44 ans  | 17,8   |
| 15,1   | 15 à 29 ans  | 13,4   |
| 16,7   | 0 à 14 ans   | 15,1   |